# Honoré Nicolas
Honoré Nicolas (Arles, 1846 – Arles, 1908) was ingenieur en burgemeester van de stad Arles (Frankrijk) van 1900 tot 1908. 
Tijdens zijn bestuur liet Nicolas wegen in de stad heraanleggen en verbeteren. Het meest markante feit tijdens zijn bestuur was zijn antiklerikale politiek. In 1905 werd in geheel Frankrijk de scheiding tussen kerk en staat afgekondigd. Nicolas hervormde het onderwijs, conform het lekenonderwijs dat in de wet stond. Op een nacht liet hij alle straatnaamborden in de stad verwijderen waar een heilige of een rooms-katholiek kenmerk vermeld stond.
Nicolas verloor de verkiezingen aan de grootgrondbezitter Jean Granaud. In zijn verkiezingscampagne laakte deze het antiklerikalisme van Nicolas en het feit dat Nicolas niets deed voor de landbouw.